# Bremeneiland
Bremeneiland is een van de Melchioreilanden in de Palmerarchipel ten westen van het Antarctisch Schiereiland. Het onbewoonde met ijs bedekte eiland bevindt zich in de Dallmannbaai ten zuidwesten van Èta-eiland en ten noordwesten van Omega-eiland. 

## Ontdekking
Op 2 februari 2003 ontdekten passagiers van het cruiseschip Bremen een smal kanaal van ongeveer 1 km lang. Dit kanaal was niet eerder op zeekaarten weergegeven en scheidde een daardoor nieuw ontdekt eiland van Omega-eiland. Het eiland werd, evenals het kanaal, vernoemd naar het Duitse cruiseschip, dat vernoemd is naar de Duitse stad Bremen.